# Heodes chryzon
Heodes chryzon är en fjärilsart som beskrevs av Charles Oberthür 1905. Heodes chryzon ingår i släktet Heodes och familjen juvelvingar. Inga underarter finns listade i Catalogue of Life.